# Поспєлиха
Поспєлиха (рос. Поспелиха) — село, центр Поспєлихинського району Алтайського краю, Росія. Адміністративний центр Поспєлихинської Центральної сільської ради.

## Населення
Населення — 12496 осіб (2010; 13693 у 2002).
Національний склад (станом на 2002 рік):
- росіяни — 94 %